# 黃洪憲
黃洪憲（1541年10月3日—1600年9月15日），字懋忠，號葵暘，自号碧山學士，中軍都督府嘉興中左千户所（今浙江嘉興市）人，祖籍江西新淦，明朝政治人物，以解元中式隆慶辛未進士。官至詹事府少詹事。

## 生平
隆慶元年（1567年）浙江鄉試第一名。隆慶五年（1571年）辛未科聯捷會試第二名，殿試二甲第十三名進士，萬曆元年（1573年）五月授翰林院编修。四年六月參与纂修《大明会典》，六年丁憂歸。九年复除原官，十年九月与工科右給事中王敬民一起出使朝鲜，十二年五月管理诰敕，十三年二月充经筵讲官，五月与兵部主事蔡文范主考福建乡试，十二月升侍读，十五年升右春坊右庶子兼侍读，充日讲官，十六年主考順天府乡试，十七年八月升詹事府少詹事兼翰林院侍读学士，掌院事，照旧经筵日讲，养病回籍，二十一年二月考察拾遺，令在籍听勘。萬曆二十八年（1600年）八月卒，年六十歲。四十五年子黄承玄请恤去世的母亲沈氏，及并祭其父，神宗赐予祭葬。
黄洪宪善寫文章，“其於文特精制藝，神聖工巧”。文章写成，人们爭購為奇寶。
萬曆十六年（1588年）黄洪宪主考順天乡试，因取王錫爵之子王衡为榜首，又取中申时行之婿李鸿、蓟辽总督张国彦之孫张毓塘，受到礼部郎中高桂、刑部主事饶伸等人弹劾，之后工科給事中李汝華、吏科給事中史孟麟等人亦上章彈劾黃洪憲監試舞弊。
張居正二子張敬修與張懋修相继在会试中中式，得到过黄洪宪的教导，也在这一科场案被人提起。

## 著作
有《朝鲜国纪》、《玉堂日钞》三卷、《碧山学士集》二十一卷、《别集》四卷、《周易集说》四卷、《学诗多识》、《读礼日钞》、《四书石床随笔》、《性理要删》六卷、《春秋左传释附》二十七卷、《资治历朝纪政纲目》七十四卷、《銮坡制草》五卷、《蒙庄独契》、《辅轩录》四卷、《箕子实纪》、《离骚解》等，曾纂修《嘉兴府志遗稿》（续解）、《秀水县志》十卷。

## 家庭
曾祖父黃盛，禮部司務；祖父黃鶴年，贈兵部工事 加贈中憲大夫知府；父黃錝，嘉靖丙辰进士，湖广按察司副使。母葉氏（贈安人 加贈恭人）；繼母陸氏（封安人 加封恭人）。具庆下。兄黄正色，萬曆丁丑进士，历南北两台御史，升福建按察司副使。
子黃承玄、黃承範、黃承昊。